# Gare de Kayl
La gare de Kayl est une gare ferroviaire luxembourgeoise de la ligne 6c, de Noertzange à Rumelange, située sur le territoire de la commune de Kayl, dans le canton d'Esch-sur-Alzette.
Elle est mise en service en 1860.

## Situation ferroviaire
Établie à 284 mètres d'altitude, la gare de Noertzange est située au point kilométrique (PK) 7,196 de la ligne 6c, de Noertzange à Rumelange, entre les gares de Noertzange et de Tétange.

## Histoire
La gare de Kayl est mise en service le 1er juin 1860, comme la ligne de Noertzange à Rumelange, le trafic est alors essentiellement du transport de marchandises. Le bâtiment voyageurs est inauguré en 1869.
La desserte de la gare étant importante, le bâtiment est agrandi en 1878 et 1895.

## Service des voyageurs

### Accueil
Gare CFL, c'est un point d'arrêt avec un abri. La gare possède un automate pour l'achat de titres de transport.

### Desserte
Kayl est desservie par des trains Regionalbunn (RB) de la relation Noertzange - Rumelange,.

### Intermodalité
La gare est desservie à distance par la voie publique, à l'arrêt Kayl, Bréck desservi par la ligne 4 du Transport intercommunal de personnes dans le canton d'Esch-sur-Alzette. Un parking pour les véhicules (33 places) y est aménagé.

## Patrimoine ferroviaire
L'ancien bâtiment voyageurs n'est plus utilisé pour le service ferroviaire. Néanmoins il appartient toujours à la Société nationale des chemins de fer luxembourgeois qui le loue à la commune qui le met à la disposition des associations.